# ليام شو
ليام شو (بالإنجليزية: Liam Shaw)‏ هو لاعب كرة قدم بريطاني، ولد في 12 مارس 2001.